# Haaldersbroek

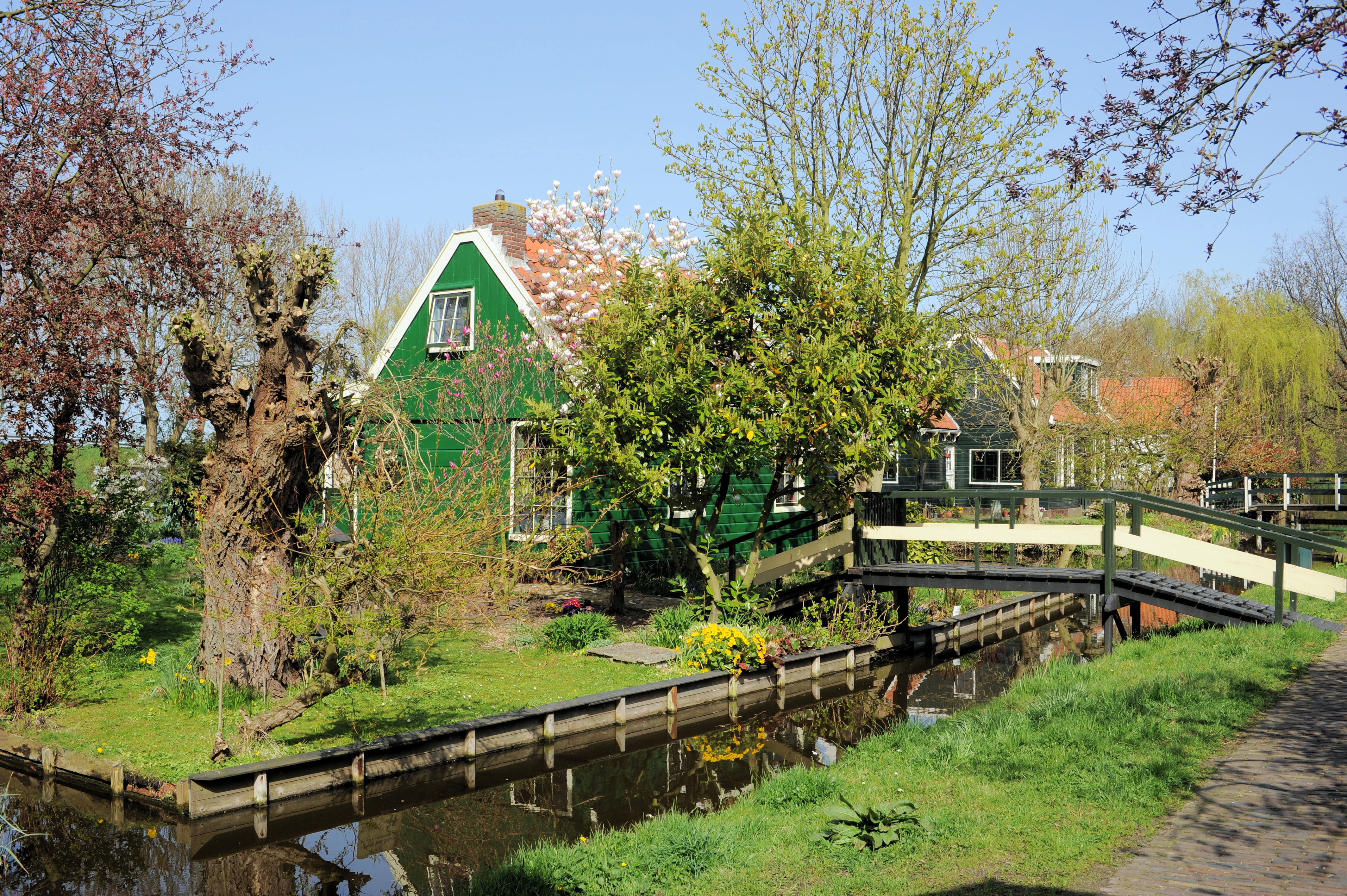
Enkele woningen aan de Haaldersbroekerdwarsstraat

Haaldersbroek is een buurtschap in de gemeente Zaanstad, in de Nederlandse provincie Noord-Holland. Het is gelegen in het zuidoosten van de Kalverpolder aan het eind van de Poel, een uitloper van de Zaan en de Braaksloot tegenover de buurtschap 't Kalf en naast de Zaanse Schans. Haaldersbroek valt net als 't Kalf en de Kalverpolder onder de stad Zaandam. In 1989 woonden er 128 mensen. Het inwoner aantal schommelt rond dit getal.
De buurtschap kent een kern van twee straten: het Haaldersbroek en de Haaldersbroekerdwarsstraat. Deze straten zijn goeddeels autovrij. Ook de Braakdijk met het land tussen de Leeghwaterweg wordt meestal bij de buurtschap gerekend. De kern is een beschermd dorpsgezicht dat zich in het Nationaal Landschap Laag Holland bevindt en waar geen auto's mogen rijden. Men vindt er een drietal stolpboerderijen, twee karakteristieke houten ophaalbruggetjes en een aantal oude Zaanse huizen.
Het oudste nog bestaande huisje stamt uit 1661 en bevindt zich op Haaldersbroek 11. Het werd omstreeks 1970 door de eigenaar gerestaureerd, waarbij ook de dooddeur en het deurkalf weer in ere werden hersteld. In 1974 kreeg het de monumentenstatus. Het huis op Haaldersbroek 23 dateert uit 1682. Er bevindt zich op dit huis nog een kopie van het oorspronkelijke deurkalf, dat de hand van een ongeletterd ambachtsman verraadt, omdat de ´´N´´ verkeerd om is weergegeven en de 2 als een Z is weergegeven.

## Geschiedenis
De eerste vermelding van Haaldersbroek dateert van einde 14e eeuw, maar al enige tijd daarvoor moet het plaatsje zijn ontstaan. De plaatsnaam duidt op het Broekland in het zogezegde Haler, een vierendeel dat nu de Kalverpolder is geworden. Soms wordt ook gedacht dat het Broekland van De Haal betekent. De Haal is een oud plaatsje dat thans een buurtschap van Oostzaan is. Echter wordt meestal het feit de Kalverpolder deels vanuit De Haal werd ontgonnen hiermee verward. Dit gebeurde in dezelfde periode dat er vanuit Haaldersbroek gepoogd werd de rest van de Kalverpolder te ontginnen. De bewoners van Haaldersbroek hielden zich in het begin vooral bezig met de veehouderij en visserij. Enige verandering kwam daarin door de industrialisering van de Zaanstreek. De bewoning van Haaldersbroek veranderde deels door de padenbebouwing, die haaks op de oorspronkelijke dijk van Haaldersbroek ontstonden. Langs die dijk woonden vooral de minder gesitueerden. Deze paden zijn grotendeels weer verdwenen.
In het gebied van Haaldersbroek konden de Doopsgezinden een betrekkelijk veilige schuilplaats vinden toen ze, in de jaren voorafgaand aan de Tachtigjarige Oorlog, streng vervolgd werden. In dit verband wordt de naam van Claes Noome genoemd, die boer en wever was, en tevens Doopsgezind voorganger te Oostzaan. Deze werd in 1543 door geloofsonderzoekers opgepakt op verdenking van het bezitten van een bijbel. Hij werd opgesloten maar ontsnapte. Niet lang daarna stierf hij in zijn woning te Haaldersbroek.
De Tachtigjarige Oorlog had zijn invloed op de buurtschap, doordat op 't Kalf een in 1573 door de Staatsen een schans werd gebouwd, waarvan de bezetters zich misdroegen totdat de leiding ingreep. In 1574 werd Westzaan door de Spanjaarden bezet, en een aantal mensen uit deze plaats werden in Haaldersbroek opgevangen. De Schans kon niet worden veroverd door de Spanjaarden, maar Haaldersbroek is nog korte tijd bezet geweest, waarna de Staatsen het dorp weer innamen. Dit gebeurde in de winter, toen de Spanjaarden zich over het ijs konden voortbewegen, waarop de Staatsen bijten in het ijs hakten, wat echter niet het gewenste gevolg had. De Spanjaarden trokken zich echter terug steun te bieden tegen de troepen van Lodewijk van Nassau, die de Zuidelijke Nederlanden binnen was gevallen.
Nadat de Spanjaarden de Slag op de Mookerheide hadden gewonnen vielen ze opnieuw aan, op 30 mei 1574. Nu was er echter geen ijs, en de Spanjaarden konden zonder verliezen worden tegengehouden. Daarna kwamen de Spanjaarden niet meer terug, en was ook de geloofsvervolging voorbij. Totdat de Wijdewormer en Engewormer waren drooggemaakt, wat geschiedde in resp. 1626 en 1638, kon in de Kalverpolder nog enige landbouw worden bedreven. Daarna steeg echter het waterpeil en moest men overgaan op weiland.
Haaldersbroek is gedurende lange tijd een katholieke enclave geweest. In 1730 werd er een rooms-katholieke schuilkerk gebouwd, omdat de schuilkerk op 't Kalf te klein was geworden, daar deze ook bezocht werd door mensen uit Zaandijk en Koog aan de Zaan. Deze kerk heeft bestaan tot 1887, toen de nieuwe katholieke kerk op 't Kalf werd ingewijd. De pastorie heeft bestaan tot ver in de 20e eeuw. Midden in de 20e eeuw was er het plan voor het uitbreiden van Haaldersbroek tot een grote nieuwbouwwijk. Daarvoor werd in 1956 een middelbare school gebouwd. Deze werd gebouwd ten oosten van de kern van Haaldersbroek. Nadat de school al gebouwd was, werd het nieuwbouwplan verplaatst naar 't Kalf aan de andere kant van het water. In plaats van de nieuwbouwwijk ontstond ten westen van Haaldersbroek tussen 1961 en 1974 het buurtje de Zaanse Schans, als bedoeling het historisch erfgoed te bewaren. Later is bij de school tussen de Zaansche Schans en Haaldersbroek nog een museum gebouwd. Het huidige Zaans Museum.
Noord-Holland: Steden en dorpen in Noord-Holland      Nederland: Provincies · Gemeenten